# ثيبة (لودر)

تعديل مصدري - تعديل

ثيبة هي إحدى قرى عزلة زارة بمديرية لودر التابعة لمحافظة أبين، بلغ تعداد سكانها 93 نسمة حسب تعداد اليمن لعام 2004.